# 유엔더블유티오스텝파운데이션
유엔더블유티오스텝파운데이션은 지속 가능 관광을 통한 개발 도상국의 빈곤 퇴치를 추진하기 위하여 2004년 11월 24일 설립된 문화체육관광부 소관의 재단법인이다. 사무실은 서울특별시 중구 소공로 35, 306호 (회현동1가, 남산롯데캐슬아이리스)에 있다.

## 주요 사업
- 개도국 관광정책 관광개발 실태 조사연구
- 지속 가능한 관광을 통한 빈곤퇴치 프로그램 연구 개발
- 개도국의 지속가능 관광개발 사업 참여 및 지원
- 지속가능 관광 교육훈련, 포럼 및 회의개최, 재단후원 행사 등